# César Sánchez
César Sánchez Domínguez (2. září 1971 Cáceres) je španělský fotbalový brankář působící v klubu Villarreal CF známý mezi fanoušky jako César.